# Arthroteles orophila
Arthroteles orophila är en tvåvingeart som beskrevs av Elisabeth K. Stuckenberg 1956. Arthroteles orophila ingår i släktet Arthroteles och familjen snäppflugor. Inga underarter finns listade i Catalogue of Life.